# Natascha Michéew-Kullberg
 (avril 2015).
Si vous disposez d'ouvrages ou d'articles de référence ou si vous connaissez des sites web de qualité traitant du thème abordé ici, merci de compléter l'article en donnant les références utiles à sa vérifiabilité et en les liant à la section « Notes et références ».
 (août 2017).
- Si vous ne connaissez pas le sujet, laissez ce bandeau (vous pouvez alors contacter les auteurs).
- Si vous supprimez le contenu mis en cause (vous pouvez préalablement contacter les auteurs),

argumentez précisément cette suppression dans la page de discussion
(un manque de référence n'est pas un argument ; une recherche réelle de référence doit avoir été effectuée, être formellement documentée).
Natascha Michéew-Kullberg, née le 19 avril 1925 à Göteborg et morte le 13 mars 2012 à Tällberg, est une sculptrice suédoise.

## Biographie
Natascha Michéew est la fille unique d'Alexander Mecheev et d'Eléna Michéew (sv) née Scheremetieff, peintre. Elle a grandi à Stockholm.
Dès l’âge de huit ans, le talent artistique de Natascha Michéew est remarqué. Elle fait ses premières sculptures qu’elle vend devant l’opéra de Stockholm à l’entracte des matinées[réf. nécessaire]. Le sculpteur suédois Carl Eldh l'a prend comme unique élève.
Pendant la guerre elle suivit des cours aux Beaux-Arts de Genève, puis effectue des stages à Cranbrook comme élève de Carl Milles. Elle a ensuite été élève de Wäinö Aaltonen en Finlande, puis de Giacomo Manzù à Milan et Rome.
Natascha de Senger a été mariée trois fois. Un premier mariage l'unit tout d'abord à Fred Kullberg, de Katrineholm en Suède. De cette union naissent deux garçons et une fille. Elle épouse ensuite en deuxièmes noces l’ambassadeur de Suède Harald Edelstam (en), puis contracte un troisième mariage avec l’éditeur suisse F.L.de Senger. D'autre part, elle a un autre fils né hors mariage.
La vie de Natascha de Senger fut très cosmopolite, avec des ateliers à Celerina, Vienne, New York, Genève et de nombreux voyages pour ses sculptures et peintures dans le monde entier.
Après la pose[Où ?] de la Lorelei[Laquelle ?][Quoi ?][réf. nécessaire], Natascha de Senger a vécu pendant quelques années à Cannes puis s'est retiré dans le Nord de la Suède, à Tällberg où  elle est morte.

## Œuvres
Les œuvres de Natascha Michéew-Kullberg sont dispersées dans le monde entier. C’est à Collonge-Bellerive, au bord du lac Léman, en voyant le rocher sur le lac qu'elle a pensé au conte d’Andersen, La Petite Sirène. Elle sculpte la nymphe qui est placée sur un rocher à Collonge-Bellerive pour attirer Pan, afin qu'elle puisse devenir femme à part entière. La statue de Pan a été sculptée deux ans après, en prenant comme modèle le fameux danseur russe Noureev. La sculpture était placée sur la rive en regard sur la sirène. Un futier de Männedorf a même confectionné un instrument de musique - une flûte de Pan - pour attirer la Syrinx…
La sculpture de Pan avait disparu pendant quelques années lors de la vente de la propriété Port Fleuri à Collonge-Bellerive, mais elle a retrouvé sa place.
De son vivant, Natascha Michéew-Kullberg était surtout renommée pour sa sculpture, mais elle aimait beaucoup faire des portraits et surtout des tableaux d'animaux de style naïf.